# 頓德

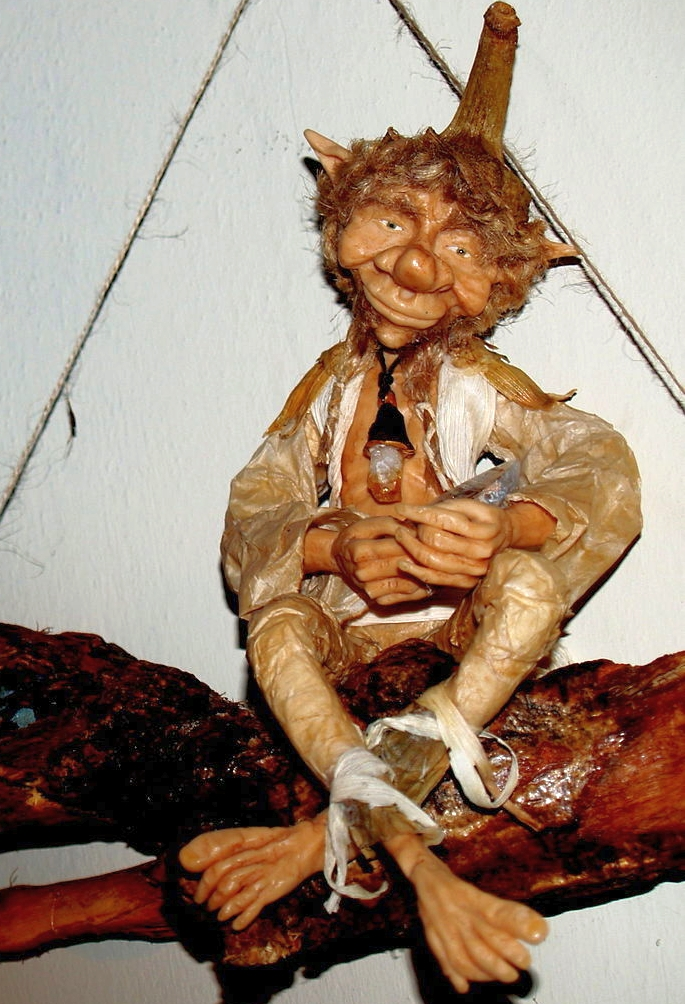
頓德的模型圖

頓德（Duende）是一種在於伊比利半島、拉丁美洲和菲律賓民間傳說中的類人類生物。西班牙文名稱為Duende，意思為“房屋的管理者”，被視為居住在房屋中的頑皮精靈。

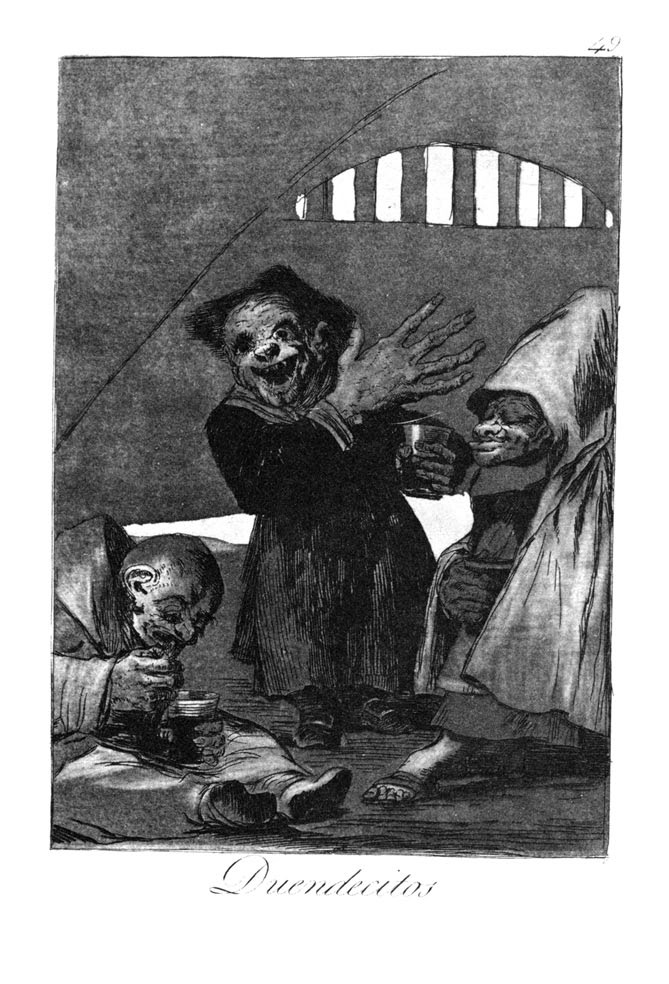
頓德

## 傳說
葡萄牙
頓德在葡萄牙的民間傳說中，是一個戴著大禮帽的小個子，平時在森林中漫步時使用笛子吹奏神秘的歌曲。人們相信他會利用自己的才能引誘年輕女孩和男孩到森林裡，使他們迷路。
拉丁美洲
相反的，在某些拉丁美洲的文化中，人們認為頓德是迷失在森林中的幫助者，幫助人們可以找到回家的路。在中美洲伯利茲國家的傳統民俗中，特別是在非洲和島嶼加勒比人的克里奥爾人和桑博人的傳統文化裡，頓德是沒有拇指的森林精靈，叫做“塔塔·頓德”。伯利茲的尤卡特瑪雅人的森林擁有Alux（音譯：阿盧許）和Nukux Tat（音譯：努庫許塔）等古樹，同樣被視為森林的守護者。
在墨西哥和美國西南部的西班牙裔民間傳說中，頓德被視為侏儒生物，生活在房屋牆壁內，特別是在幼兒的臥室牆壁內。 他們會試圖抓取孩童的腳趾甲，也常導致誤將整個腳趾被切除。瓦哈卡州的Mixtecs和Zapotecs之間仍然存在頓德的信仰，據說常出現於該州山脈的苔蘚森林中。
菲律賓和馬里亞納群島
部分菲律賓人相信dwende，經常居住在岩石洞穴，古老樹木，房屋的黑暗角落或蟻丘中。 居住在後兩個地方被稱為nunòsapunsó（他加祿語為“土墩老人”）。 根據它們身體的顏色有白色或黑色，其意義被分為善與惡，據說通常會與孩童一起同玩（因為孩童比成人更容易看到他們）。當地人們相信如果踩在他們身上會被憤怒的頓德詛咒。
馬里亞納斯群島 （页面存档备份，存于）的查莫羅人 （页面存档备份，存于）講述了taotaomo'na （页面存档备份，存于），其中包含頓德和其他精靈的故事。 根據唐納德·托平（Donald Topping），佩德羅·奧戈（Pedro Ogo）和貝納迪塔·鄧卡（Bernadita Dungca）撰寫的《查莫羅語-英語詞典》的頓德的部分，他們通常也會以地精 （页面存档备份，存于），侏儒 （页面存档备份，存于），鬼魂或鬼怪的形式出現，是會藏匿或帶走小孩的一種頑皮精靈。

## 外部連結
- Filipino Folklore: Aswang （页面存档备份，存于）

1. ↑  Carter, Henry Hare; Corominas, Joan. . Hispania. 1962-09, 45 (3): 580. ISSN 0018-2133. doi:10.2307/337432.
2. ↑  Emmons (1997)
3. ↑  Artalejo, Lucrecia; Rivera-Garza, Cristina; Hurley, Andrew. . World Literature Today. 2004, 78 (3/4): 146. ISSN 0196-3570. doi:10.2307/40158633.